# Metro Atlantic Athletic Conference

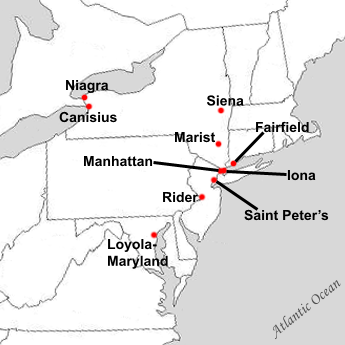
Répartition géographique de la MAAC

La Metro Atlantic Athletic Conference (MAAC) est une conférence sportive qui opère dans le nord-est des États-Unis. Les équipes sont en compétition dans la division I de la National Collegiate Athletic Association (NCAA). La plupart des membres sont des institutions catholiques ou anciennement catholique, la seule exception étant l'université de Rider, laïque.

## Membres
- Université Canisius (en) - Golden Griffins de Canisius (en)
- Université de Fairfield (en) - Stags de Fairfield
- Université d'Iona - Gaels d'Iona
- Université Loyola du Maryland - Greyhounds de Loyola (en)
- Université de Manhattan - Jaspers de Manhattan (en)
- Marist College (en) - Red Foxes de Marist (en)
- Merrimack College (en) – Warriors de Merrimack (en)
- Université Mount St. Mary's - Mountaineers de Mount St. Mary's (en)
- Université de Niagara - Purple Eagles de Niagara
- Université Quinnipiac - Bobcats de Quinnipiac (en)
- Université de Rider - Broncs de Rider (en)
- Université du Sacré-Cœur (en) – Pioneers de Sacred Heart (en)
- Université de Saint Peter - Peacocks de Saint Peter
- Siena College - Saints de Siena (en)